# Hochgebirgsklinik Davos

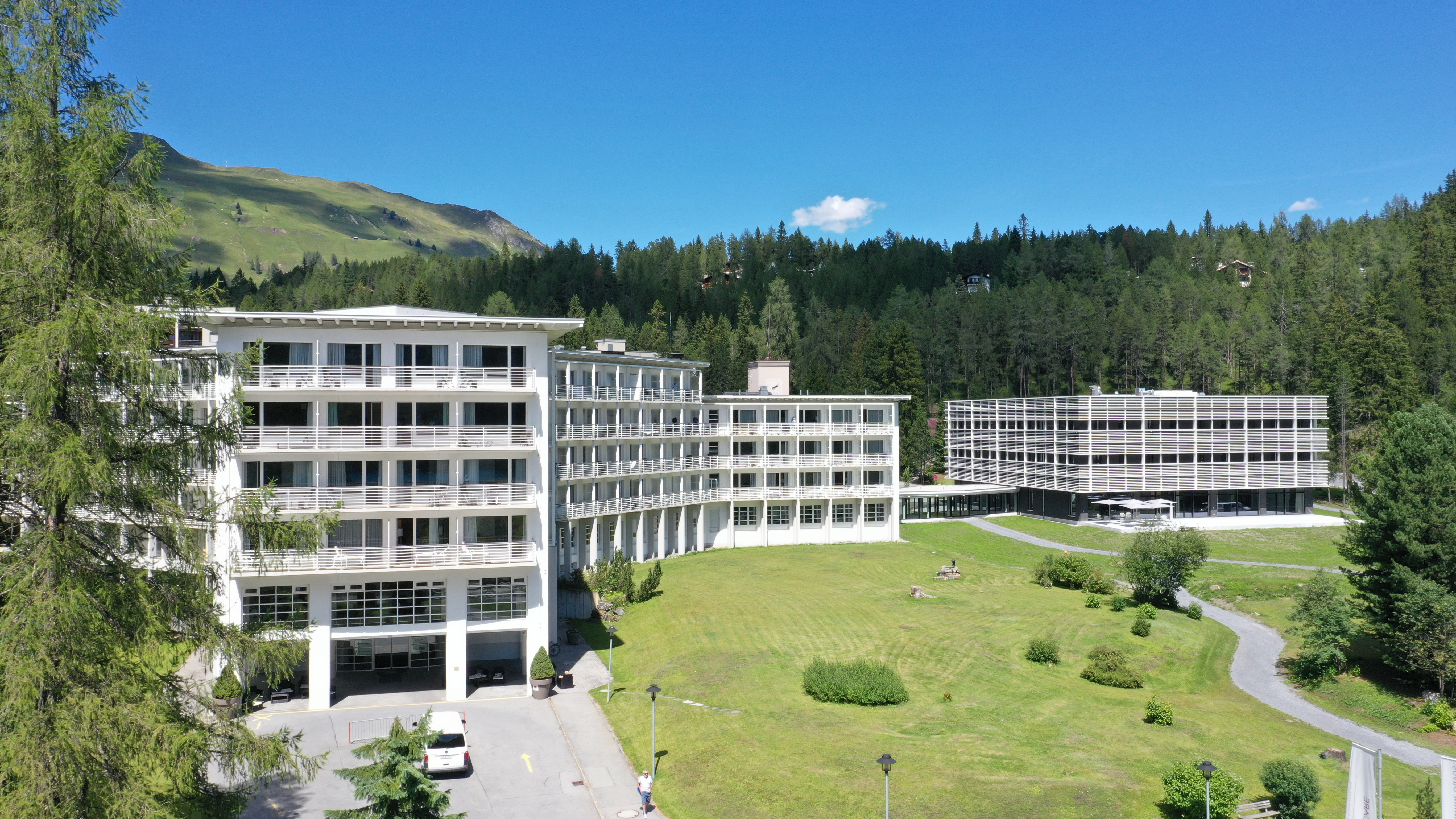
Hochgebirgsklinik Davos und Campusgebäude

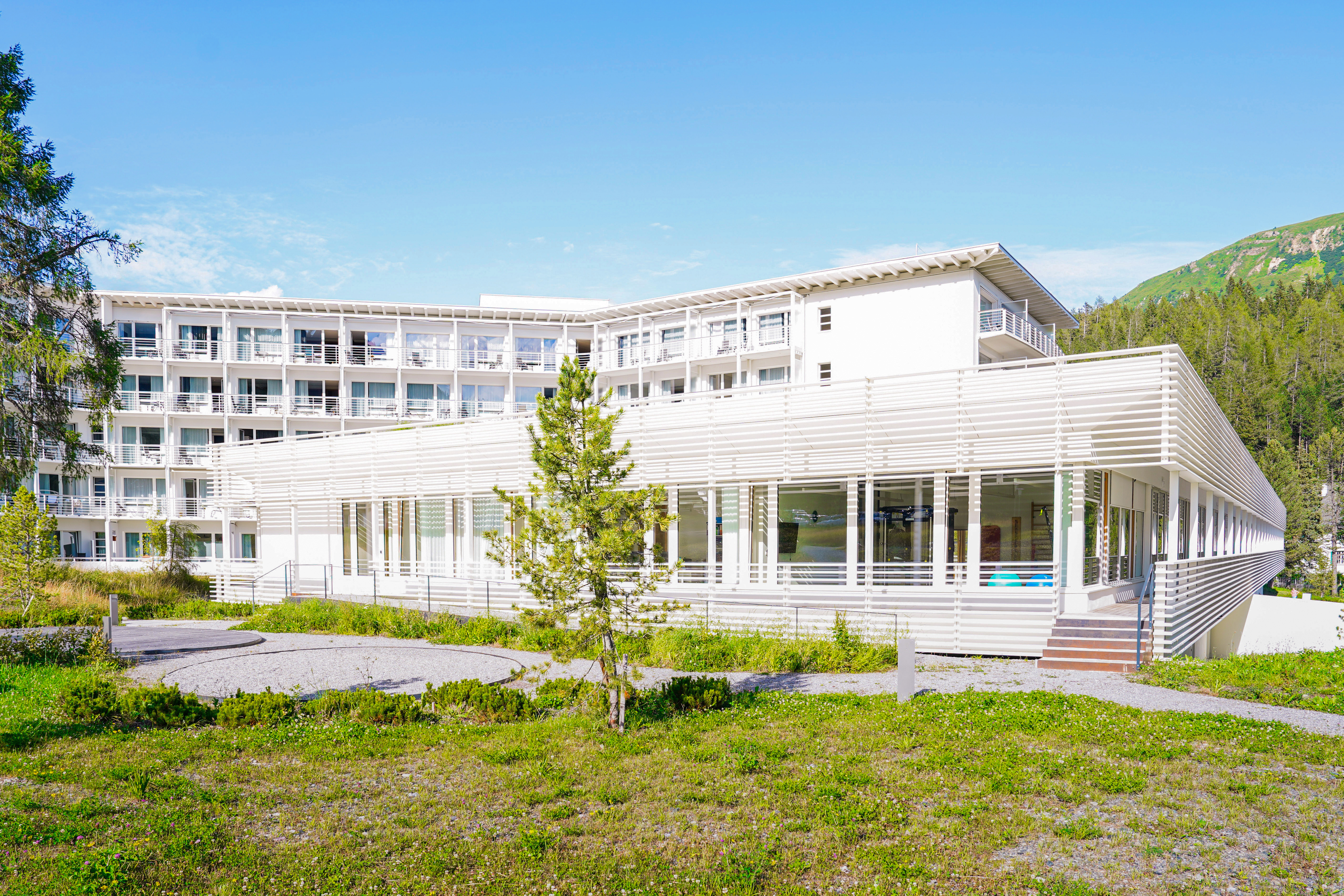

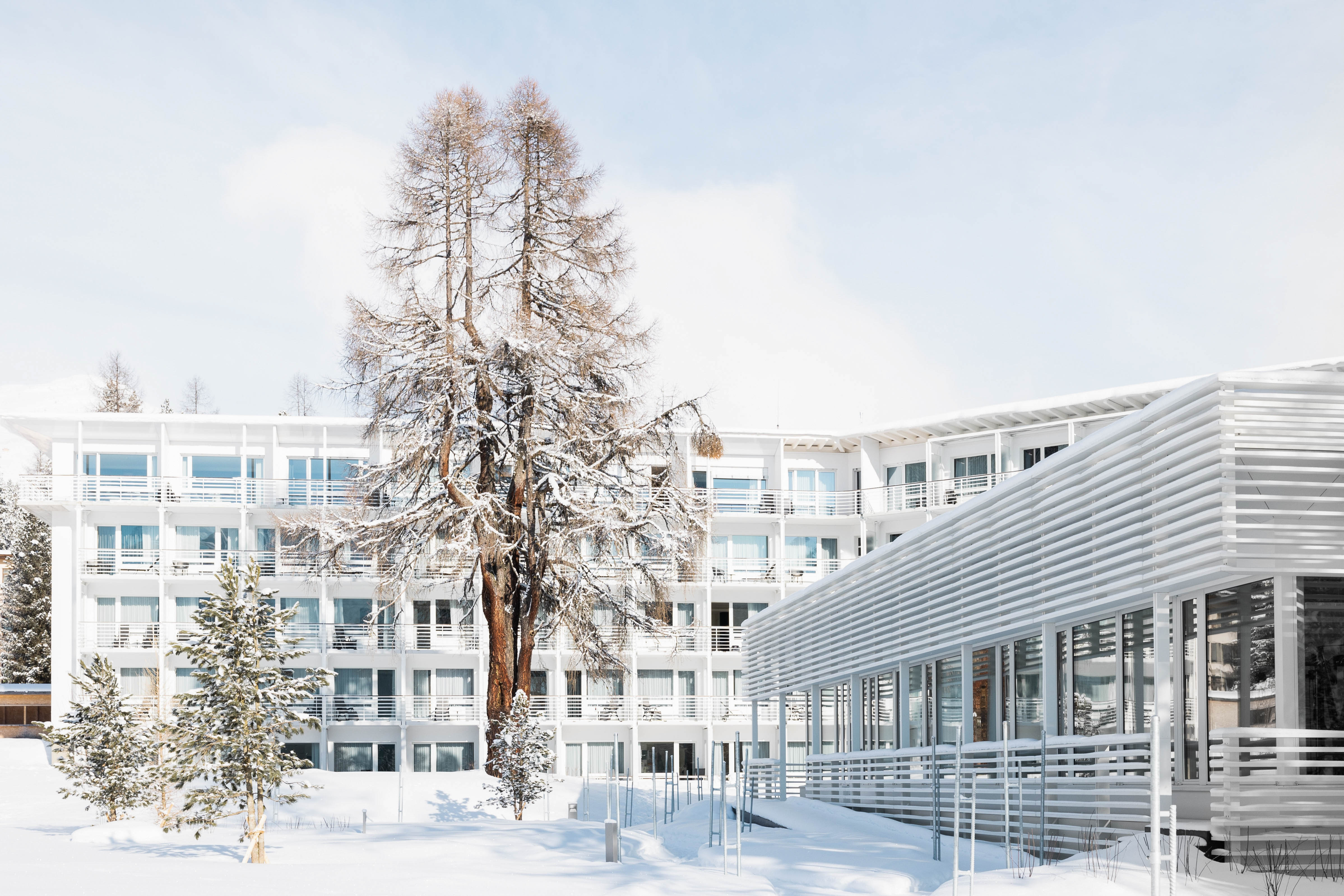
Hochgebirgsklinik Davos

Die Hochgebirgsklinik Davos ist eine Schweizer Rehabilitationsklinik in den Bereichen Kardiologie, Pneumologie, Dermatologie, Allergologie und Psychosomatik für Erwachsene, Kinder und Jugendliche. Das Campusgebäude auf dem Areal der Hochgebirgsklinik Davos wurde im September 2019 in Betrieb genommen. Die Hochgebirgsklinik Davos ist die grösste Reha-Klinik Graubündens. Die Klinik liegt im Davoser Ortsteil Wolfgang im Schweizer Kanton Graubünden in 1600 Metern Höhe in einem geschützten weiten Hochtal in der Nähe des Davosersees.
Wesentlicher Aspekt ist die einzigartige Höhenlage der Klinik mit einer nahezu vollständigen Allergen-, Keim- und Schadstoffarmut.

## Geschichte

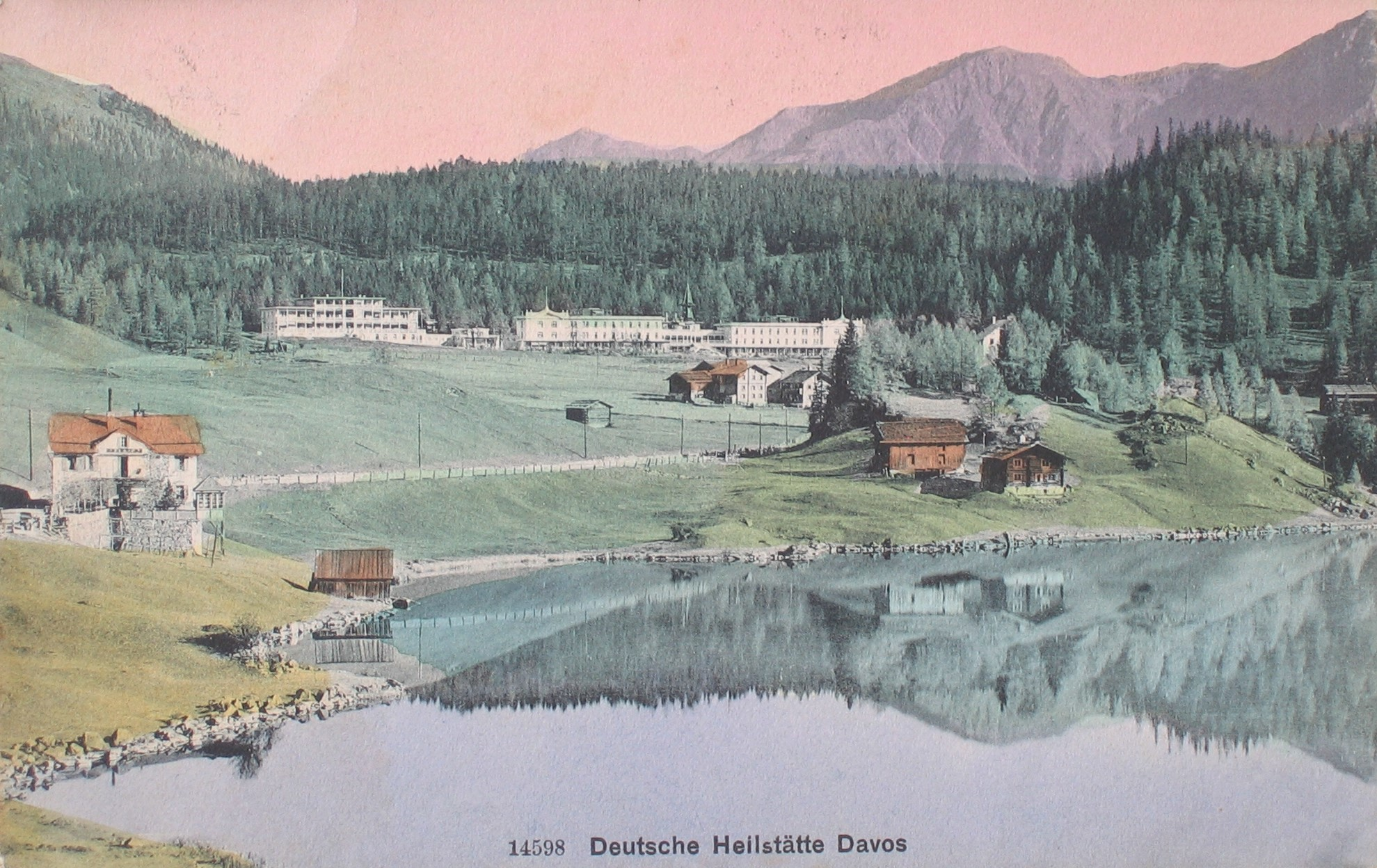
Deutsche Heilstätte Davos vor 1907

Die Geschichte der Hochgebirgsklinik Davos reicht zurück ins Jahr 1898, als Herman und Olga Burchard den Verein Deutsche Heilstätte in Davos gründeten. Dieser eröffnete bereits drei Jahre später die Klinik für 80 Tuberkulosepatienten. Ab 1919 wurden Erholungskuren für deutsche Kinder angeboten. Im Jahre 1931 wurde die deutsche Heilstätte auf 200 Betten erweitert.
Deutlich erweitert wurde das Angebot der Klinik dann ab den 1960er Jahren, mit der Eröffnung der Asthma- und Allergieklinik 1964, der 1970 die Eröffnung der Augenabteilung folgte. Zwei Jahre später wurde dann die Tuberkulosebehandlung eingestellt. Ab 1981 wurde das Angebot um eine Kinderklinik erweitert, der 1987 eine Klinikschule und die Mutter-Kind-Station folgten.
Nach dem Klinikneubau in den Jahren 1990 bis 1994 wurde eine ganzjährige Abteilung für Jugendliche eingeweiht. 1998, zur Hundertjahrfeier der Stiftung Hochgebirgsklinik Davos, wurde die Eltern-Kind-Abteilung eröffnet. 2003 kam die Allergieklinik Davos – Zentrum für Kinder und Jugendliche hinzu. Zwei Jahre später begann der Betrieb des Nederlands Astma Centrums Davos am Standort Davos-Wolfgang, und die Station Valbella wurde infolge der Schliessung der Valbella-Klinik eröffnet.
Die Klinik meldete am 9. September 2013 Insolvenz an, und das Überleben war eine Zeit lang gefährdet.
Die Klinik hatte im Rahmen einer provisorischen Nachlassstundung bis zum 27. November 2013 Zeit, einen tragfähigen Sanierungsplan zu entwickeln. Die Mitarbeiterinitiative erfuhr breite Unterstützung, insbesondere auch von der Gemeinde Davos und Vertretern des Kantons Graubünden.
Im Mai 2014 übernahm Klaus-Michael Kühne über seine Kühne Real Estate AG die Liegenschaften der Hochgebirgsklinik Davos. Dadurch konnte die Sanierung der Hochgebirgsklinik Davos erfolgreich abgeschlossen werden.
Mit dem neuen Eigentümer der Liegenschaften kann sich die Klinik nun auf ihr Kerngeschäft konzentrieren. Gemeinsam mit dem Schweizerischen Institut für Allergie- und Asthmaforschung (SIAF) und dem Christine Kühne – Center for Allergy Research and Education (CK-CARE) entsteht der Medizincampus Davos. Die Einweihung des Campusgebäudes fand im September 2019 statt. Die eigenständigen Partner der Hochgebirgsklinik Davos, es sind dies das SIAF und CK-CARE sowie die Cardio-CARE AG und die Davos BioSciences AG, arbeiten fachübergreifend am Aufbau des Medizincampus Davos. Am 1. September 2022 wurde der Neubau Gastronomie und Therapie der Hochgebirgsklinik Davos offiziell in Betrieb genommen und damit die Erweiterung des Hauptgebäudes abgeschlossen.